# 瓦尔特·舒斯特
瓦尔特·舒斯特（德語：Walter Schuster，1929年6月2日—2018年1月13日），奥地利男子高山滑雪运动员。他曾代表奥地利参加1956年冬季奥林匹克运动会高山滑雪比赛，获得男子大回转铜牌。